# Mikhaïl Gromov
Pour les articles homonymes, voir Gromov.
Ne doit pas être confondu avec Mikhail Gromov (aviateur).
Mikhaïl Leonidovitch Gromov (en russe : Михаил Леонидович Громов), également appelé Mikhail Gromov, Michael Gromov ou Micha Gromov, né le 23 décembre 1943 à Boksitogorsk près de Léningrad en Union soviétique, est un mathématicien russe naturalisé français, connu pour ses importantes contributions dans différents domaines de la géométrie, en particulier la géométrie métrique, la géométrie symplectique et la théorie géométrique des groupes.

## Biographie
Né en pleine période de guerre dans une famille russo-juive, à proximité de Léningrad assiégée depuis près de trois ans, Mikhaïl Gromov obtient un doctorat en 1973 à Léningrad, où il est étudiant de Vladimir Rokhline. En 1974, il émigre aux États-Unis et devient professeur à l’université de New York. En 1981, il rejoint l’université Paris-VI puis l'Institut des hautes études scientifiques (IHÉS) de Bures-sur-Yvette l'année suivante. En 1992, il est naturalisé français. Il est actuellement membre permanent à l’IHÉS et professeur de mathématiques à l’université de New York.
Il est entre autres connu pour :
- son h-principe (en) sur les équations aux dérivées partielles ;
- son travail sur les groupes hyperboliques ;
- avoir fondé la topologie symplectique en introduisant la théorie des courbes pseudoholomorphes.

## Récompenses
En 1981, Mikhaïl Gromov reçoit le prix Oswald-Veblen puis, en 1984, il est lauréat du prix Élie-Cartan.
Il obtient ensuite le prix Wolf en 1993, le prix Leroy P. Steele en 1997, le prix Balzan en 1999, le prix de Kyoto en 2002, le prix Nemmers en 2004 et enfin le prix Abel en 2009 « pour ses contributions révolutionnaires en géométrie, ».

## Publications
- Structures métriques pour les variétés riemanniennes (en)
- Introduction aux mystères, Actes Sud, 2012